# شهرستان امیدیه
شهرستان امیدیه یکی از شهرستان‌های استان خوزستان می‌باشد. مرکز این شهرستان، شهر امیدیه است.
شهرستان امیدیه بعد از اکتشاف نفت و گاز در سال ۱۲۷۹ خورشیدی آغاز به شکل‌گیری کرد.

## مردم
مردم بومی و اکثریت شهرستان تشکیل شده از لرهای بختیاری و لرهای جنوبی به ویژه لرهای طیبی و بهمئی  است. بخش دیگر مردم اعراب و فارسی زبانان هستند که در شهر امیدیه زندگی می کنند.

## تقسیم‌بندی کشوری
تقسیم‌بندی کشوری این شهرستان، بنابر آنچه در نتایج آمارگیری سرشماری سال ۱۳۹۵ کل کشور آمده‌است، بر حسب بخش، شهر، دهستان و روستا به شرح زیر است:

### بخش‌ها
- بخش مرکزی شهرستان امیدیه
- بخش جایزان

### شهرها
- امیدیه
- جایزان
- میانکوه

### دهستان‌ها
- دهستان جایزان
- دهستان آسیاب
- دهستان چاه سالم
- امیرالمومنین
- گرگری سفلی
- گرگری علیا
- قلندری
- غوله